# Бельовиці (Лодзинське воєводство)
Бельовиці (пол. Bielowice) — село в Польщі, у гміні Опочно Опочинського повіту Лодзинського воєводства.
Населення — 880 осіб (2011).
У 1975-1998 роках село належало до Пйотрковського воєводства.

## Демографія
Демографічна структура станом на 31 березня 2011 року:
|          | Загалом | Допрацездатний вік | Працездатний вік | Постпрацездатний вік |
| -------- | ------- | ------------------ | ---------------- | -------------------- |
| Чоловіки | 439     | 99                 | 299              | 41                   |
| Жінки    | 441     | 111                | 249              | 81                   |
| Разом    | 880     | 210                | 548              | 122                  |